# روبرت ساتچر
روبرت ساتچر (به انگلیسی: Robert Satcher) فضانورد اهل کشور ایالات متحده آمریکا است که در ۲۲ سپتامبر ۱۹۶۵ میلادی در همپتون، ویرجینیا زاده شد. وی در مأموریت اس‌تی‌اس-۱۲۹ حضور داشته است.